# José Manuel Pérez-Aicart
José Manuel Pérez-Aicart (Castellón de la Plana, 3 juli 1982) is een Spaans autocoureur.

## Carrière
Pérez-Aicart eindigde als derde in het Spaanse Formule 3-kampioenschap in 2001. In 2002 nam hij vervolgens deel aan de Formule Nissan 2000, waar hij als vierde eindigde. In 2003 reed hij in zowel de Spaanse Formule 3 als de World Series by Nissan en reed in 2004 en 2005 opnieuw in de Spaanse Formule 3, waar hij in het laatste jaar tweede werd achter Andy Soucek.
In 2006 stapte Pérez-Aicart over van het formuleracing naar de GT-auto's, waarin hij tweede werd in de International GT Open en vijfde in het Spaanse GT-kampioenschap. In 2007 won hij de GTB-klasse van de Spaanse GT en werd hij kampioen in de Seat Leon Supercopa. Voor het winnen van dit kampioenschap won hij ook een gastraceweekend in het World Touring Car Championship in 2008 voor het fabrieksteam van SEAT op het Circuit Ricardo Tormo Valencia. Hij eindigde deze races als dertiende en veertiende. Ook reed hij in 2008 in de Spaanse GT en de International GT Open voor SUNRED Engineering.